# Cresovia
Korporacja Cresovia (Cresovia Vilnensis, zob. także Cresovia Leopoliensis) powstała w Wilnie w 1926 roku (jako datę starszeństwa w ZPK!A przyjęto datę 28 czerwca 1927 r.). Córka korporacyjna K!Polonia.
Barwy: bordowa, seledynowa, złota
Herb: w tarczy trójdzielnej w skos w polu górnym, bordowym cyrkiel korporacji, pole środkowe seledynowe, w polu dolnym – złotym – sylwetka niedźwiedzia.
Dewiza: W szczęściu wszystkiego są wszystkich cele
Wśród znanych filistrów h.c. znaleźli się m.in.:
Władysław Bandurski 1865-1932 – biskup sufragan archidiecezji lwowskiej, biskup polowy wojsk Litwy Środkowej,
Franciszek Bossowski – profesor prawa Uniwersytetu Stefana Batorego w Wilnie,
Jerzy Dąmbrowski "Łupaszka" – kawalerzysta, zagończyk, podpułkownik, bohater wojny 1920 r.,
Władysław Dziewulski 1878-1962 – rektor Uniwersytetu Stefana Batorego w Wilnie, współzałożyciel Uniwersytetu Mikołaja Kopernika w Toruniu,
Stefan Ehrenkreutz 1880-1945 – historyk prawa, senator (1930-1939), ostatni rektor Uniwersytetu Stefana Batorego w Wilnie,
Józef Gallot – wiceminister komunikacji
Bronisław Rydzewski – senator BBWR